# Venceslau I de Bohèmia
|  | Per a altres significats, vegeu «Venceslau I, duc de Bohèmia». |

Venceslau I (en txec: Václav I.) (1205 – 23 de setembre de 1253) va ser rei de Bohèmia entre 1230 i 1253.
Venceslau era fill del rei Ottokar I i de Constança d'Hongria. Els seus avis materns eren Béla III d'Hongria i Agnès d'Antioquia (Agnès de Châtillon), qui era filla de Reinald de Châtillon i Constança d'Antioquia, prínceps d'Antioquia.
Ja el 2016, en virtut del dret de senyorat vigent en aquell temps a Bohèmia, va ser reconegut com a successor al tron i va obtenir la confirmació de l'emperador Frederic II. El 1224 va casar amb Cunegunda, filla del rei Felip de Suàbia i Irene Angelina. A la mort del seu pare el 1230 es va encarregar del govern i va portar endavant la guerra empresa per aquell contra Àustria i la va continuar (encara que amb interrupcions) fins gairebé la mort de l'últim Bebenberger (1246). Les esperances que havia concebut d'heretar els dominis de Bebenberger, ja que el seu fill gran, el marcgravi Ladislav de Moravia, casat amb Gertrudis (neboda del duc Federico), havia mort ja a principis de 1247, van sortir fallides davant les reivindicacions de l'emperador de Hongria.
També va entaular una terrible lluita contra el seu fill Przemysl Ottokar i amb una part de la noblesa bohèmia. Finalment, però, es van unir pare i fill per a l'adquisició de l'herència Babenberger, i Przemysl va obtenir (amb la mà de Margarita, germana de l'últim Babenberger) l'Alta i la Baixa Àustria; però per causa de la Marca d'Estíria, va entrar en lluita amb Hongria, la qual va acabar amb la mort de Wenselao I i l'elevació de Przemysl al tron de Bohèmia.
Durant el regnat de Venceslau I va ser decidit protector dels trobadors, va mantenir llarg temps en la seva cort á Reinmaro de Sweter i ell mateix va cultivar aquesta poesia, tenint-se comunament per l'autor del cant Us hoher aventure.
Wenceslao va animar a un gran nombre d'alemanys a establir-se a ciutats i pobles de Bohèmia i Moravia. Com a conseqüència dels nous pobladors, nous edificis de pedra van començar a reemplaçar els antics de fusta a Praga.

## Matrimoni i descendència
El matrimoni amb Cunegunda va tenir cinc fills coneguts:
- Ladislav, marcgravi de Moravia (c. 1228–1247).
- Ottokar II de Bohèmia (c. 1230–1278).
- Beatriu de Bohèmia (c. 1231–27 de maig de 1290). Casada amb Otón III, marcgravi de Brandenburg.
- Inés de Bohèmia (†10 d'agost de 1268). Casada amb Enric III, marcgravi de Meissen.
- Una filla de nom desconegut, morta jove.[cal citació]